# 冷たい渦
「冷たい渦」（つめたいうず、英: Inner Whirlpool）は、日本のシンガーソングライター・キタニタツヤの楽曲。デジタル配信限定シングルとして2022年2月10日にMASTERSIX FOUNDATIONから各音楽配信サービスにてリリースされた。

## 概要
フジテレビ系 木曜劇場『ゴシップ #彼女が知りたい本当の◯◯』の主題歌として書き下ろされた楽曲のうちの1曲。編曲にNobuaki Tanakaが参加した。
2月11日にミュージックビデオがYouTubeにて公開された。監督は黒柳勝喜。

## 収録曲
| #         | タイトル     | 作詞・作曲   | 編曲                         | 時間 |
| --------- | ------------ | ------------ | ---------------------------- | ---- |
| 1.        | 「冷たい渦」 | キタニタツヤ | Nobuaki Tanaka・キタニタツヤ | 3:25 |
| 合計時間: | 合計時間:    | 合計時間:    | 合計時間:                    | 3:25 |

## クレジット
- Words & Music：キタニタツヤ
- Arrangement：Nobuaki Tanaka、キタニタツヤ
- Mix：土岐彩香
- Mastering：酒井秀和 (Sony Music Studios Tokyo)